# Lalaina Nomenjanahary
Lalaina Nomenjanahary (uváděný i jako Lalaïna Nomenjanahary nebo Lalaina Nomen Janahary; * 16. ledna 1986, Antananarivo, Madagaskar) je madagaskarský fotbalový záložník a reprezentant, který působí ve francouzském klubu RC Lens.

## Klubová kariéra
V sezóně 2012/13 postoupil s RC Lens do čtvrtfinále francouzského fotbalového poháru (Coupe de France) proti Girondins de Bordeaux, kde Lens vypadlo po prohře 2:3.

## Reprezentační kariéra
Nomenjanahary debutoval v seniorské reprezentaci Madagaskaru v roce 2006.